# Villenkolonie Pasing I

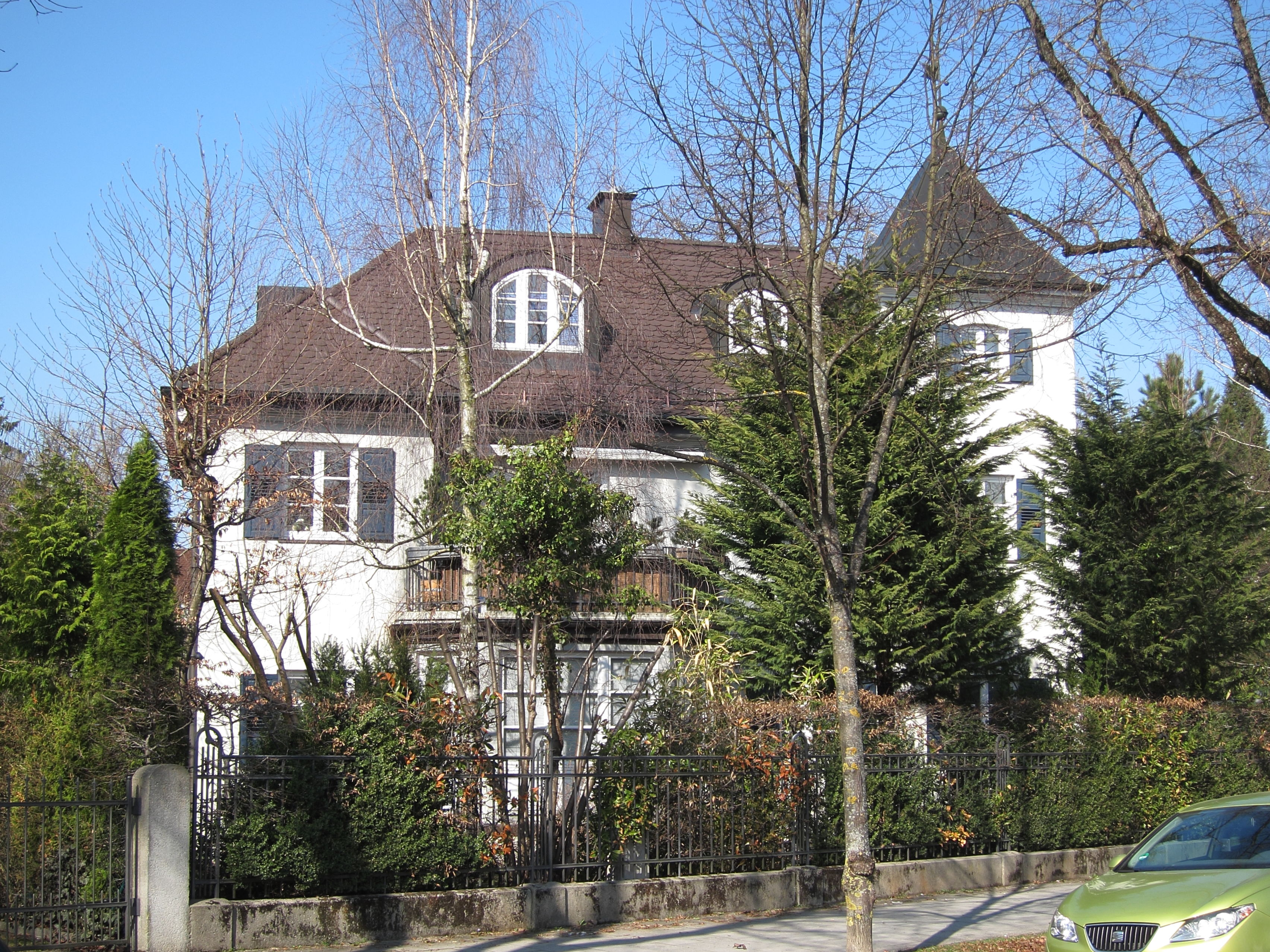
Haus August-Exter-Straße 19

Die Villenkolonie Pasing I ist eine Einfamilienhauskolonie in München-Pasing.

## Geschichte
Die Villenkolonie Pasing I entstand auf Initiative des Architekten August Exter ab 1892 als „Villenkolonie Neu-Pasing I“. Exter erwarb ein großes Stück Ackerland und ließ das Gelände auf eigene Kosten mit einem eigenen Kanalsystem und Wasser über einen Wasserturm in der Orthstraße erschließen. Diese Siedlung mit zahlreichen, später denkmalgeschützten Gebäuden folgte dem Gartenstadt-Gedanken. Das Projekt war sehr erfolgreich. Im Jahr 1895 waren fast alle der 120 Grundstücke verkauft. Der Bebauungsstil orientiert sich einerseits an historischen Vorbildern und andererseits an lokaler Bautradition. Die Villenkolonie wird im Süden durch die Bahnanlagen begrenzt, im Westen und Norden durch den Nymphenburger Kanal und im Osten durch die Offenbachstraße. Westlich der Pippinger Straße entstand ab 1897 in unmittelbarer Nähe die Villenkolonie Pasing II. 1973 wurde die Villenkolonie Pasing I unter Ensembleschutz gestellt.